# Жондловські (герб)
Жондловські (Żądłowski, Żądołowski) – шляхетський герб, за словами Тадеуша Гайдя це різновид герба Наленч, що не підтверджує Віктор Віттиґ.

## Опис герба
Опис з використанням принципів блазонування, запропонованим Альфредом Знамієровським:
У червоному полі срібна покладена в коло пов'язка, вузлом до низу, з якої виростають три листочки зелені у формі серця.
Клейнод: три пера страуса.
Єдиний історичний текст, що стосується цього герба, не містив його кольорів та клейноду. Реконструкція в статті, походить від Тадеуша Гайля, який спирався на Доповнення до Книги Гербової Польських Родів.

## Найбільш ранні згадки
Від 1565 року походить згадка про Мацея Жондловського.

## Роди
Герб був гербом власним, право на його вживання мав тільки один рід: Жондловських (Żądłowski, Żądołowski).